# NGC 893
NGC 893 ist eine Spiralgalaxie vom Hubble-Typ Sc im Sternbild Phönix am Südsternhimmel. Sie ist schätzungsweise 267 Millionen Lichtjahre von der Milchstraße entfernt und hat einen Durchmesser von etwa 95.000 Lj.
Im selben Himmelsareal befinden sich u. a. die Galaxien NGC 889 und IC 1796.
Das Objekt wurde am 23. Oktober 1835 von John Herschel entdeckt.